# Leucosciara imperfecta
Leucosciara imperfecta är en tvåvingeart som beskrevs av Werner Mohrig 2003. Leucosciara imperfecta ingår i släktet Leucosciara och familjen sorgmyggor.
Artens utbredningsområde är Honduras. Inga underarter finns listade i Catalogue of Life.